# Scribus
Scribus (Скрибус) — это бесплатное и свободное кроссплатформенное приложение с открытым исходным кодом для издательского дела — визуальной вёрстки документов, подготовка к печати. По концепции программа аналогична Adobe InDesign, Microsoft Publisher и QuarkXPress.
В Scribus доступна оформительская работа с текстом и таблицами, инструменты векторного рисования и управление импортируемыми внешними изображениями. Кроме того реализована поддержка работы с большим количеством типов файлов других издательских систем, форматов документов и графических изображений с помощью фильтров импорта/экспорта (в отдельных случаях требуется предустановленное ПО Ghostscript).
К особым функциями системы относятся эмуляция дальтонизма и рендеринг языков разметки LaTeX или Lilypond.
Scribus доступен для пользователей Linux, UNIX, OS X, OS/2, eCS, Haiku и Windows и распространяется на условиях GNU General Public License.
Программа развивается на протяжении более 15 лет (с 2003 года). Интерфейс программы Scribus переведен на 25 языков и планируется расширить поддержку других языков .

## Возможности

### Собственный формат документов
- полная поддержка шрифтов и текста в Юникоде, включая написание текста справа налево, например, на арабском языке и иврите (благодаря freetype2);
- импорт и управление изображениями, векторное рисование;
- блоки, видимые и скрываемые, с закругляемыми углами, вращаемые и масштабируемые;
- шаблоны страниц, мастер-страницы;
- слои для всего документа, перемещение объектов между слоями;
- абзацные и символьные текстовые стили, стили линий;
- ручной кернинг и встраивание шрифтов в документы;
- связывание, группировка, блокирование, изменение размера объектов, преобразование типов объектов;
- поля, выпуск под обрез, направляющие, настраиваемое прилипание к сетке и направляющим.

### Публикация
- поддержка CMYK, включая предпросмотр изображений с включенным управлением цветом и встраиванием ICC-профилей в PDF для аккуратного сохранения исходного цвета;
- плашечные цвета;
- создание цветоделений CMYK и RGB в PostScript;
- поддержка большого количества возможностей PDF, включая интерактивные заполняемые формы; поддерживаются почти все поля PDF и сценарии на JavaScript;
- возможность создавать файлы для печати на типографском оборудовании, включая устройства, поддерживающие PostScript Level 3 и PDF 1.4;
- импорт Encapsulated PostScript с предпросмотром на холсте и экспорт в EPS;
- полная поддержка вывода в PostScript Level 2, большинства возможностей Level 3, поддержка PDF 1.4 и 1.5, включая полупрозрачность, градиенты и 128-битное шифрование;
- полная совместимость с PDF/X-3 — стандартом ISO на PDF для печатной публикации — впервые в мире;
- встраивание шрифтов и исключение неиспользуемых символов при экспорте в PostScript и PDF;
- Scribus может преобразовывать все используемые шрифты в контуры PostScript, сохраняя возможность изменять текст.

## Простота использования
- drag’n’drop в KDE 3, включая d’n’d в альбом для часто используемых объектов вроде текстовых блоков, логотипов, фоновых изображений и т. д.;
- электронная справочная система с постоянно обновляемой документацией на нескольких языках и файлами примеров;
- удобные инструменты и палитры для измерений, вращения и правки прочих свойств объектов;
- поддержка TrueType, Type 1 PostScript и OpenType шрифтов;
- настраиваемые пользователем «горячие клавиши»;
- локализация интерфейса на 27 языках «из коробки», включая русский и украинский;
- настраиваемая расстановка переносов в текстах на 33 языках, включая русский и украинский;
- удобные инструменты рисования фигур: линия от руки, прямая, кривая Безье, эллипсы, многоугольники и т. д.;
- подробные и гибкие пользовательские настройки возможностей программы и документов;
- ввод формул при помощи LaTeX или MathML;
- проверка орфографии.

## Форматы файлов
- собственный открытый формат файлов, основанный на XML;
- поддержка работы с текстовыми документами в форматах ODT (OpenOffice.org), OASIS OpenDocument Writer и Draw с сохранением стилей разметки, а также документы MS Word, HTML и Palm PDB;
- Adobe InDesign XML (IDML), Adobe InDesign Snippets (IDMS), Adobe PageMaker (P65, PMD), Apple iWorks PAGES, Microsoft Publisher (PUB), QuarkXPress Tags (XTG), VIVA Designer XML и Xara Page & Layout Designer (XAR);
- EPS, JPEG, PNG, TIFF и XPM;
- поддержка TIFF 6.0 и PSD со слоями и разными режимами наложения слоёв, обтравочными контурами ;
- импорт и экспорт документов SVG 1.0, включая текст по контуру, изображения и текст. Все данные документа Scribus транслируются в SVG, изображения при этом преобразовываются в формат PNG;
- импорт текстов в большом количестве различных кодировок, включая Юникод и «национальные» русские кодовые страницы Windows-1251 и KOI8-R;
- импорт растровых графических изображений ORA (Open Raster), XCF (GIMP),  PGF (открытая альтернатива JPEG 2000).

## Архитектура
- программа разработана с использованием GPL-версии Qt для Linux и Unix-подобных операционных систем, работает в Windows и Mac OS X (начиная с версии 1.3.х — как «родное» приложение);
- поддержка модулей и API для модулей импорта/экспорта;
- мощный модуль сценариев на Python для расширения функций Scribus и автоматизации, равно как и запуска приложений извне.

## Целевое использование
- макеты для бюллетеней, корпоративных циркуляров, постеры, учебные материалы, техническая документация, визитки и другие документы, требующие гибких макетов и серьёзных возможностей по обработке изображений, а также точного управления типографикой и размерами изображений, каковых нет в обычных текстовых процессорах;
- создание документов для высококачественной тиражируемой печати, документов, распространяемых через Интернет в формате PDF и презентаций;
- создание интерактивных PDF-документов с заполняемыми формами для презентаций и передачи данных из PDF.

## История версий
| Номер версии | Дата выхода          | Примечания |
| ------------ | -------------------- | --- |
| 1.0          | 26 июня 2003 года    | |
| 1.2.x.x      | 28 августа 2004 года | Выпуск первого стабильного релиза в ветке |
| 1.3.0        | 15 июля 2005 года    | Development-версия. Это была первая версия, запускающаяся в Windows и Mac OS X без эмуляции |
| 1.3.3.5      | 10 ноября 2006 года  | Первая стабильная версия в ветке 1.3 |
| 1.3.3.7      | 9 января 2007 года   | Первая версия, имеющая редакцию для операционной системы OS/2 |
| 1.3.4        | 30 мая 2007 года     | Версии 1.3.4 и последующие в ветке 1.3 не имеют статус стабильных и являются подготовительными к выпуску 1.4 |
| 1.3.5        | 11 августа 2009 года | |
| 1.3.3.14     | 12 февраля 2010 года | Эта версия объявлена последней в стабильной ветке 1.3.3 |
| 1.3.6        | 22 марта 2010 года   | |
| 1.3.7        | 5 июня 2010 года     | |
| 1.3.8        | 27 июля 2010 года    | |
| 1.4.0        | 1 января 2012 года   | Выпуск версии для операционной системы OS/2, eComStation http://os2ports.smedley.info/index.php?page=scribus |
| 1.4.1        | 30 апреля 2012 года  | |
| 1.5          | 22 мая 2015 года     | переход на QT 5.2, переработан и обновлён графический интерфейс, вертикальное масштабирование текста, импорт файлы, созданные другими программами для вёрстки: Adobe InDesign XML (IDML), Adobe InDesign Snippets (IDMS), Adobe PageMaker (P65, PMD), Apple iWorks PAGES. , Microsoft Publisher (PUB), QuarkXPress Tags (XTG), VIVA Designer XML и Xara Page & Layout Designer (XAR). Импорт растровых графических изображений ORA (Open Raster), GIMP XCIF, PGF (открытая альтернатива JPEG 2000). Серьёзная переработка внутреннего формата файлов для сохранения . В релизе 1.5.0 сделано и запланировано множество изменений. |
| 1.5.1        | 14 февраля 2016 года | обновлённый набор пиктограмм инструментов в интерфейсе, поддержка цветовых моделей CIE L*a*b* и CIE HLC в редакторе цвета, доработки импорта файлов форматов ODT, PDF и XTG (XPress) |
| 1.5.2        | май 2016 года        | Механизм компоновки текста был переписан с нуля для подготовки к поддержке сложных сценариев, таких как арабский, иврит, китайский и хинди, которые появятся в Scribus 1.5.3 и более поздних версиях. Мы более чем благодарны за великолепную работу, которую выполнила команда Oman House of Open Source Technology под руководством Халеда Хосни. В контексте перезаписи системы макета текста некоторые новые текстовые функции, представленные в версии 1.5.0, были стабилизированы и улучшены. Улучшения рендеринга холста на экранах с высоким разрешением. Система автосохранения и восстановления файлов претерпела значительные улучшения и теперь имеет широкие возможности настройки. Диспетчер ресурсов, а также официальный пул ресурсов Scribus были значительно расширены, поскольку Scribus 1.5.2 обеспечивает прямой доступ к более чем 300 (в основном коммерческим) цветовым палитрам коллекции Open Color Systems в цветовом пространстве LAB. Мы хотели бы поблагодарить dtp studio oldenburg и инициативу freieFarbe за предоставление этих цветовых палитр по лицензии CC. Пользовательский интерфейс диспетчера ресурсов получил некоторые улучшения. Диспетчер ресурсов теперь проверяет загрузку ресурсов с серверов Scribus с помощью контрольных сумм SHA256. ВАЖНО! Версии 1.5.0, 1.5.1 и 1.5.2 признаны недостаточно стабильными: некоторые новые функции, появившиеся после версии 1.5.0 приводят к сбою программы. |
| 1.5.3        | май 2017 года        | Переписан механизм компоновки текста, который поддерживает сложные сценарии, такие как арабский, хинди или тайский, а также предоставляет доступ к расширенным функциям OpenType, таким как лигатуры и альтернативные глифы. Всего поддерживается около 500 языков и/или скриптов. Обратите внимание, что начиная с версии 1.5.3 Scribus должен отображать эти разнообразные системы письма, которые все еще нуждаются в тщательном тестировании теми, кто с ними знаком. Набор текста на холсте и рендеринг текста в целом стали намного быстрее. Предварительный просмотр шрифтов теперь доступен в селекторах шрифтов. Вкладка «Текст» была удалена из палитры свойств и теперь представляет собой отдельную палитру пользовательского интерфейса. Значительно улучшена производительность копирования и вставки объектов в/из/в файлы с огромными цветовыми палитрами. Добавлен фильтр импорта для формата KRA Krita. Селекторы цвета отображают значения цвета в виде всплывающей подсказки. Scribus 1.5.3 работает очень быстро и тщательно протестирован, работает также надёжно как версиях в 1.4.х, но быстрее и универсальнее |
| 1.5.4        | апрель 2018 года     | Точность цвета для цветов заливки была расширена до 64-битной плавающей запятой. Scribus теперь может обрабатывать цветовые палитры в новом стандарте ISO CxF3 (см.: https://www.xrite.com/de/page/cxf-color-exchange-format ). Файлы CxF3 могут не только хранить палитры в различных цветовых моделях (например, RGB, CMYK, LAB) и выходные значения, но также позволяют хранить спектральные цвета, что обеспечивает еще большую точность цветопередачи, Scribus — первое программное обеспечение DTP, поддерживающее этот требовательный стандарт. Существующие фильтры импорта были обновлены для поддержки цветовой модели LAB (там, где это применимо). Плагин Barcode был обновлен и предлагает новые функции. В библиотеке PDF исправлено множество ошибок, связанных с использованием краев, как для печатных PDF-файлов, так и для PDF-форм. В скриптовый движок добавлено несколько новых команд, чтобы сделать создание документов с помощью скриптов проще и универсальнее. Добавлены экспериментальные фильтры импорта для векторных рисунков ZonerDraw (версии 4 и 5) и документов QuarkXPress (версии 3 и 4). Многие потенциальные проблемы со стабильностью и безопасностью, обнаруженные при сканировании Coverity, были исправлены. |
| 1.5.5        | 2 августа 2019 года  | Возможность поиска определенной функции в интерфейсе (как в GIMP, G'MIC или Photoshop), в новом диалоговом окне также отображается путь по меню. Отклоненные шрифты теперь перечислены на отдельной вкладке в диалоговых окнах «Настройка документа/Настройки», поэтому пользователи, знающие, что определенный шрифт был установлен в их системе, знают, почему он не отображается в селекторах шрифтов. К записям в селекторах шрифтов были добавлены всплывающие подсказки, чтобы пользователи могли быстро идентифицировать имена, например, символьных шрифтов. Улучшения поддержки сложных скриптов в различных областях (переносы, нумерация). Улучшения фильтров для импорта и экспорта. Поддержка тёмной темы графического интерфейса. |
| 1.5.6        | 11 ноября 2020 года  | Набор иконок теперь можно изменить без перезапуска приложения. Введение контекстно-зависимой палитры содержимого (Если установлено значение «Видимый», он будет подстраиваться под выбранный тип элемента - текстовый фрейм, фрейм изображения, таблица, группа). Новый предварительный просмотр вывода в формате PDF, поддержка экспорта PDF 1.6, включая встроенные шрифты OpenType. Добавлен фильтр импорта Markdown. Улучшения импортеров IDML, PDF, XTG и KRA. Версия Scribus 1.5.6 сертифицирована для установки и работы в текущих версиях macOS.. После выпуска 1.5.6 был реализован дополнительный коррекционный выпуск 1.5.6.1 с исправлениями функции орфографической проверки |
| 1.5.6.1      | 14 ноября 2020 года  | |
| 1.5.7        | 25 апреля 2021 года  | Унификация и стандартизация пользовательского интерфейса в отношении полей, размеров кнопок и виджетов. Добавление поддержки XeLaTeX в Render Frames. Улучшено встраивание шрифтов для шрифтов OpenType в PDF/X-4. Улучшения для отмены и повтора сгруппированных элементов Поддержка более поздних версий зависимостей, таких как poppler и podofo. Исправлена проблема с эвристикой меню Qt, из-за которой не работали переводы. |
| 1.5.8        | 23 января 2022 года  | Улучшения пользовательского интерфейса для темного режима и некоторых обновлений значков и интерактивности окон. Улучшения импорта файлов (IDML, PDF, PNG, TIFF, SVG) и экспорта PDF. Доработки в отношении таблиц (отмена/повтор, стили). Улучшения в редакторе историй и в системе сборки. |
| 1.6.0        | 1 января 2024 года   | |
| 1.6.1        | 7 января 2024 года   | |
| 1.6.2        | 15 июня 2024 года    | |

## Статьи
- Александр Прокудин. Авторы Scribus о процессе разработки. digilinux.ru (15 ноября 2006). Дата обращения: 26 декабря 2016. Архивировано из оригинала 27 декабря 2016 года.
- Александр Прокудин. Scribus 1.3.5. digilinux.ru (12 августа 2009). Дата обращения: 26 декабря 2016. Архивировано из оригинала 27 декабря 2016 года.
- Linux Magazine article series: Linux for Layout
  - Part 1: A Linux Newspaper — Professional layout in Linux with Scribus
  - Part 2: Desktop publishing in Linux — Professional typography and layout with Scribus
  - Part 3: Desktop publishing in Linux — Putting the finishing touches on our Scribus Linux newspaper
- Scribus: Open Source Desktop Publishing
- Small-business forms using Scribus and PDF (недоступная ссылка)
- Scot Blades. A short Scribus PDF manual